# Белоопашата калугерица
Белоопашатата калугерица (Vanellus leucurus) е вид птица от семейство Charadriidae.

## Разпространение и местообитание
Разпространен е в Азербайджан, Армения, Афганистан, Бангладеш, Бахрейн, Египет, Йемен, Израел, Индия, Йордания, Ирак, Иран, Казахстан, Катар, Кувейт, Непал, Обединените арабски емирства, Оман, Пакистан, Палестина, Румъния, Русия, Саудитска Арабия, Сирия, Судан, Таджикистан, Туркменистан, Турция, Узбекистан и Южен Судан.